# 木髙イサミ
木髙 イサミ（こだか イサミ、1981年9月27日 - ）は、日本の男性プロレスラー。神奈川県横浜市出身。身長172cm、体重75kg。血液型A型。合同会社プロレスリングBASARA代表社員。
「高」の正式表記は常用外漢字の「髙」だが、一部メディアにおける常用外漢字の使用制限に従い、常用漢字の「高」で表記している。

## 経歴
学生時代は髙田道場に通っており、同時期にKUSHIDAも通っていた。
2002年7月18日、KAIENTAI DOJOにて木高イサミというリングネームでvs松本だいすけ戦にてデビューし秒殺勝利して注目される。しかし、負傷して退団してisamiに改名。退団後はFWF、アジアンプロレス、国際プロレスプロモーション、暗黒プロレス組織666、WMFなどのインディー団体にフリー参戦した。
2006年5月7日の大日本プロレス横浜赤レンガ倉庫大会で"黒天使"沼澤邪鬼とタッグを組んだことをきっかけに、沼澤にデスマッチ参戦を直訴。6月4日の大日本プロレス桂スタジオ大会では関本大介と有刺鉄線ボードデスマッチで戦った。
さらにはユニオンプロレスや666で組んでいる宮本裕向とのタッグチーム「ヤンキー二丁拳銃」で、伊東竜二&佐々木貴組と蛍光灯デスマッチでも対戦。
その後、"黒天使"沼澤邪鬼&葛西純のコンビ「045邪猿気違's」によるデスマッチスクール「スクール・オブ・マッドネス（狂気学校）」に入学し、デスマッチの狂気の部分にも触れており、メインイベントのデスマッチにも頻繁に参戦するようになったが連戦連敗を喫する。
2007年5月のユニオン新木場1stRING大会直後体調不良を訴え、診察の結果、頸椎椎間板ヘルニアと診断されて医師から引退勧告を受けたが、「やり足りないことがある」と現役続行を希望し長期欠場に入った。
手術後の休養期間を経て、2008年5月、ユニオンプロレス北沢タウンホール大会で復帰。同時にリングネームを「木高イサミ」に戻して数年来の念願であったMIKAMIとのシングルマッチを行った。
復帰後は666、アイスリボン、ハードヒットにも参戦。アイスリボンでは「アイスリボン男子部エース2008（さくらえみ談、2007はリボン高梨）」と呼ばれた。ハードヒットでは、プロレスリング・ノアの青木篤志とのシングルを行った。
7月13日、復帰後初となる大日本プロレスへの参戦を果たし、佐々木貴&宮本裕向とボブワイヤーボード&ラダーマッチで対戦した。（パートナーは伊東竜二）
2009年5月28日、大日本プロレス後楽園ホール大会にて最侠タッグリーグ優勝決定戦&BJW認定タッグ王座決定戦にパートナーの竹田誠志と共に進出して宮本裕向&佐々木貴組と激突。ちなみに、このタッグリーグ戦の決勝戦には、事前に決勝進出が決定していた伊東が怪我による欠場となったため繰上げ進出となった。
蛍光灯数十本を束ね3mの高さまで組み上げたオブジェを利用した「4コーナー 最侠デスタワーデスマッチ」として行われたこの試合では、30分間の試合時間で決着がつかず、延長戦にて竹田が宮本をドラゴン・スープレックスで破った。この結果、最侠タッグリーグ優勝に加え第26代BJW認定タッグ王者となった。
7月27日の後楽園ホール大会にて関本大介&岡林裕二組に破れ、BJWタッグ王者のベルトを失った。その後、ユニオンのリングで石川修司の持つKO-D無差別級王座に挑戦するが敗北する。
9月28日の後楽園ホール大会では宮本との数年来の約束であったヤンキー七番勝負"番外 第八戦”を実現させて鉄檻&ラダー蛍光灯マッチで対戦した。
12月31日の天下三部の計の年越し108人ランブルでは、『KAIENTAI-DOJO』でデビューし『DDT系列のユニオン』に所属して『大日本プロレス』を主戦場とするため、「この興行を象徴するレスラー」といわれて「108番目」(最後)に登場したが短い時間で敗退している。
2010年1月2日の大日本プロレス後楽園大会の蛍光灯イリミネーションマッチでアブドーラ小林から3カウントを奪取してメインイベントでの初勝利をあげる。その後、行われた黒天使"沼澤邪鬼との次期デスマッチヘビー級王者挑戦権決定戦でも勝利をあげ挑戦権を得る。前哨戦では宮本から3カウントを奪うも、3月19日後楽園ホール大会のタイトルマッチであるダブルガラスボード＆インディアンストラップマッチでは敗北した。
2010年6月よりSMASHのリングに登場し、髙田道場で共に汗を流したKUSHIDAとルール無用マッチで対決をしたり、JCBホール大会のハードコアマッチに参戦するなどして活躍した。
2010年8月15日には、古巣であるK-DOJOの2代目マリーンズマスクが持つUWA世界ミドル級王座にも挑戦するなど勢いを見せ、2011年1月3日のユニオン後楽園ホール大会では念願であったDDT EXTREME級選手権のベルトを獲得。ハードコアなファイトで憧れの存在であったMIKAMIや、エル・サムライ、エル・ジェネリコなどの大物・海外からの強豪などの挑戦を受けた。
また、同時期にはユニオンプロレスマットにおいて、矢野啓太、サバイバル飛田との怒頭破血(どどんぱち)を結成し活動する。
5月5日、大日本プロレス横浜文化体育館大会では、ヤンキー2丁拳銃として045邪猿気違'sの持つBJW認定タッグ王座を奪取して2度目のタッグ王座に就く。そのベルトは2012年4月に奪われたが、11月に大日本最侠タッグリーグ戦の優勝決定戦に進出すると、その相手がタッグ王座の岡林裕二&忍だったため、タイトルマッチとしても行われた試合に勝利して優勝と共にタッグ王座を奪回した。
以後、ヤンキー二丁拳銃として「防衛回数100回」という目標を掲げて2013年に入ってからも防衛記録を更新し続ける。8月18日にはDDTのKO-Dタッグ王座も獲得し二冠を達成。
シングルでも一騎当千の決勝では伊東竜二に敗れ準優勝となったが、11月4日大日本横浜文化体育館大会では同じユニオンの石川修司の持つBJW認定デスマッチヘビー級王座に挑戦してユニオン同士の対決を制して三冠を達成。9月から11月にかけて開催された大日本最侠タッグリーグ戦ではSpeed of Sounds（ツトム・オースギ&ヘラクレス千賀）にタッグの連勝記録を35で止められたが、決勝での再戦で勝利し初のリーグ連覇を達成した。
この年の年末に選考された日本プロレス大賞の最優秀タッグチーム賞部門では次点となったが、日本インディー大賞ではMVPを含む史上初の3部門受賞を果たしている。
これらのベルトは2014年6月までに全て防衛に失敗し一旦無冠となったが、7月に女子のWAVE認定タッグ王座獲得を皮切りに再び活躍を見せ、11月には大日本最侠タッグリーグ戦で3連覇を達成する。
2015年4月12日、K-DOJO後楽園ホール大会にてHi69の保持するインディペンデント・ワールド・ジュニアヘビー級王座に挑戦、これに勝利し同王座を獲得。以降はプロレス団体を問わず同王座戦を繰り広げ、8回の防衛。
10月4日、後楽園ホールにて開催されたユニオンプロレス解散興行のメインにて自身の保持するユニオンMAX王座をかけて石川修司との一騎討ち。これを制し、同団体の幕を閉じる。大会終了後には、「新しい家を作る」と宣言して新団体の旗揚げを示唆。
10月7日、後楽園ホールにて開催された「DDTドラマティック総選挙2015」結果発表大会の場においてプロレスリングBASARAの旗揚げを発表。また同総選挙にて史上最高得票となる1244票を獲得し初の1位となる。
11月15日、全日本プロレスに存在する日本最古のチャンピオンベルトであるアジアタッグ王座王者決定戦を行い、ヤンキー二丁拳銃として第98代王者となる。
11月28日、大阪府立体育会館にて開催された大阪初のビッグマッチ「大阪オクトパス2015」にて坂口征夫の持つKO-D無差別級王座に挑戦し勝利、同王座5度目の挑戦にして初の戴冠。
2016年1月21日、プロレスリングBASARAの旗揚げ戦を開催して自身が代表としてプロレス団体を率いることになる。
2017年8月24日、新木場1stRING大会で行われた、ダブプロレスが「事実上の団体対抗戦の決勝戦」と認めた近野剣心とのシングルマッチで勝利を収める。記録は10分36秒でエビ固め。試合は近野の強烈なキックを受け止めていく木高が痛烈な逆水平チョップを見舞う展開であり、フィニッシュもエクスプロイダーからの勇脚・斬という新コンビネーション。対抗戦は一区切りしたものの、ハードコア6人タッグマッチで勝利を収めたグンソが、「毎年1回、西と東からお互いに集まってやるってのはどうだ?それってとってもロマンチックじゃない?」と、本格的な全面対抗戦の乱発は避けたいとの意思表示を行い、木高も「敵ながらいいこと言うじゃねえか」と同意し、再開戦を約束した。
2019年1月27日にDIAMOND HALLで行われた、BJW認定デスマッチヘビー級選手権・試合鉄檻&蛍光灯デスマッチで高橋匡哉と対戦した際は、巧みな蛍光灯捌きで前半を制したが、ダイビング・ダブルニードロップの反動で膝にダメージを受けると形勢を逆転され、最後は高橋の渾身のジャックハマーで15分29秒にフォール負けした。
2019年10月1日、プロレスリングBASARAがDDTグループからの独立にともない社長に就任。
2023年3月1日開催の『ジュニア夢の祭典 〜ALL STAR Jr. FESTIVAL 2023〜』では第2試合タッグマッチに出場。

## タイトル歴
大日本プロレス
- BJW認定デスマッチヘビー級王座（第28代、第38代）
- BJW認定ジュニアヘビー級王座（第6代）
- BJW認定タッグ王座（第26代、第34代、第38代、第46代）（パートナーは竹田誠志→宮本裕向×3）
- 横浜ショッピングストリート6人タッグ王座（第30代）（パートナーは藤田ミノル、関根龍一）
- UWA世界6人タッグ王座（第63代、第68代）（パートナーは関根龍一、下村大樹→藤田ミノル、下村大樹）
- 一騎当千 DEATH MATCH SURVIVOR優勝（2019年）
- 大日本最侠タッグリーグ戦優勝（2009年、2012年、2013年、2014年）（パートナーは竹田誠志→宮本裕向×3）

アイスリボン
- インターナショナルリボンタッグ王座（第11代）（パートナーは都宮ちい）

STYLE-E
- STYLE-E無差別級王座（第2代）

DDTプロレスリング
- KO-D無差別級王座（第55代）
- DDT EXTREME級王座（第15代、第17代、第21代）
- KO-Dタッグ王座（第48代）（パートナーは宮本裕向）
- KING OF DDTトーナメント優勝（2014年）

ユニオンプロレス
- ユニオンMAX王座（第2代、第5代）
- UWA世界タッグ王座（第19代）（パートナーはFUMA）

プロレスリングBASARA
- ユニオンMAX王座（第6代、第9代、第17代）
- IRON FIST TAG王座（第3代）（パートナーは下村大樹）
- 頂天〜itadaki〜優勝（2019年）
- IRON FIST TAG TOURNAMENT優勝（2016年、2020年）（パートナーは塚本拓海→下村大樹）

プロレスリングWAVE
- WAVE認定タッグ王座（第10代）（パートナーは宮本裕向）

全日本プロレス
- アジアタッグ王座（第98代、第109代）（パートナーは宮本裕向）

プロレスリングZERO1
- NWA世界&インターナショナルジュニアヘビー級王座（第121代&第21代）
- NWAインターナショナルライトタッグ王座（第21代、第23代）（パートナーは塚本拓海）

KAIENTAI DOJO
- CHAMPION OF STRONGEST-K王座 （第23代）
- インディペンデントワールド世界ジュニアヘビー級王座（第22代）
- STRONGEST-K TAG王座（第36代）（パートナーはタンク永井）
- 千葉6人タッグ王座（第4代）（パートナーはTAKAみちのく、真霜拳號）

東京愚連隊
- 東京インターコンチネンタルタッグ王座（第8代）（パートナーは宮本裕向）

ガンバレ☆プロレス
- スピリット・オブ・ガンバレ世界無差別級王座（第5代）

年越しプロレス
- 天下統一!三団体最強タッグ決定トーナメント優勝（2014年）（パートナーは宮本裕向）

日本インディー大賞
- MVP（2013年、2019年）
- ベストバウト（2013年、2018年）
- ベストユニット賞（2013年）

## 得意技
細身の体から放たれる捨身でトリッキーな技が魅力。
ダイビングダブルニードロップ（with パイプ椅子, 蛍光灯,ラダー）
イサミの代名詞とも呼べる必殺技で、大日本でのデスマッチ等、ヘビー級と渡り合うために使い始めた。
凶器を空中で抱えながら落としたり、高所落下・味方との合体式・トップロープの上で側転して落下・場外に居る相手めがけてのプランチャ式などバリエーションが多い。
ギガラダーブレイク
ラダー上からの超高度ダイビングダブルニー。
ダブルドラゴンニードロップ
伊東竜二のドラゴンスプラッシュの要領でダイブ後に屈伸を入れてのダブルニー。
勇脚（いさみあし）
一撃必殺のトラースキック（GENTARO直伝のスウィート・チン・ミュージックとは差別化している）。
勇脚・斬（いさみあし・ざん）
ハーフダウン状態の相手めがけて放つ、助走をつけた勇脚。現在のイサミの主なフィニッシャー。
使用する状況によって名称が変わることがある（例：海プロレスでは「勇脚・海」など）。
千弐四四（せんにひゃくよんじゅうよん）
指を掴んでの変形腕固め。名称はDDTドラマチック総選挙の得票数から名付けられ、第4回DDT48総選挙後は「四壱九（よんひゃくじゅうきゅう）」、第5回DDT総選挙後は「六八九（ろっぴゃくはちじゅうきゅう）」となり、第6回総選挙の得票数から現在の名称になった。
螺旋丸（らせんがん）
垂直落下式のカサドーラ。エル・ジェネリコやケニー・オメガに勝利した際の技。
八咫烏（やたがらす）
一度ガードされた後に、再度ガード不能な速さで放たれるバズソーキック。
絶槍（ぜっそう）
ハーフダウンの相手の頭部への膝蹴り。バリエーションとしてコブラクラッチの要領で固定した相手の後頭部に打ち込む型も使用。
鳥兜（とりかぶと）
リッキー・マルビンのサンタマリアと同型。
軍鶏（しゃも）
倒立させた相手の顔面を蹴り上げる技。
螺旋（らせん）
ハーフダウン相手へのスピニングスクリューキック。
抜刀（ばっとう）
コーナーに相手を振り（若しくはコーナーにいる自分が、串刺しを狙った相手の攻撃を避けて）、放たれたコーナーキックを切り返しての串刺し式バズソーキック。
千鳥脚（ちどりあし）
フリーランス時代のフィニッシュ技の一つ。低空式レッグラリアット。
昇竜拳
オメガの波動拳に対抗して繰り出した「弱昇竜拳」、コーナー上の相手を迎撃する「真昇竜拳」等バリエーションが有る。
かめはめ波
こちらもオメガの波動拳に対抗して開発した技。
ボディがお留守だぜ
顔面への攻撃をフェイントにしてのボディブロー。元ネタはテレビゲーム「ザ・キング・オブ・ファイターズ」の登場キャラ、草薙京が必殺技「百弐拾八式・九傷」を放った時に発する台詞から。
稲妻脚（イナズマキック）
コーナーへ詰めた相手への走り込んでの飛び蹴り。元ネタはテレビアニメ「トップをねらえ!」の登場ロボット「ガンバスター」等の必殺技。
神精樹の右ヒザ
飛び膝蹴り。坂口征夫の「神の右ヒザ」に対抗して繰り出した。元ネタは映画「ドラゴンボールZ 地球まるごと超決戦」。
垂直落下式ブレーンバスター
細身の体ながら高く持ち上げて、勢いよく叩きつける事が持ち味。戦友・ジェネリコのように技をかける前にヤクザ・キックを放つ事が特徴である。
 Brainbustaaaaahhhhh!!!!!
エル・ジェネリコの必殺技。
「KING OF DDTトーナメント2014」2回戦にて、同じくジェネリコをリスペクトする竹下幸之介をこの技で破った。
ヨーロピアンクラッチ
相手の虚を突いて使用する。捕らえた足を手で掴み直して完全にクラッチするため、フォール率は高い。
シャープシューター
最近使用する繋ぎ技。蹴り脚ごと相手の体を抱えて後方回転し、脚を極める。イサミ曰く「使い勝手が良い」。
トペ・スイシーダ、エルボー・スイシーダ（with パイプイス）
タッグマッチ時、ロープワークから意表をついてリング上の相手をスルーしリング外の相手に発射するムーブもある。
ファントムペイン
アンクルホールド
ダイビングクロスボディ
手を広げないフォームで使用。
各種跳び技（ケブラーダ、プランチャ、コルバタ、 ウラカン・ラナ等）
各種丸め込み
腕ひしぎ十字固め
ドラゴンスクリュー
ミサイルキック
相手の膝目掛けて放ったり、場外やエプロンの相手に放ったりする事がある。
トランスレイヴ
KAIENTAI時代の同僚であるHi69が長期欠場している間に頻繁に使用した。
ニークラッシャー
開脚して、自身の前方へ相手の両膝を落とす。
弐次元
ブレーンバスターの姿勢から、サイドバスターの要領で相手を叩きつける技。
アール
シャイニング愛しき貴方
フリーランス時代の技。シャイニングウィザードの様な飛びつき式のキック。
スワントーンボム（with イス）
雪崩式フランケンシュタイナー（with ラダー、イス、有刺鉄線ボード）
一騎当千（いっきとうせん）
ファイヤーマンズキャリーの体勢で相手を担いでから変形エメラルドフロウジョンの形で相手頭部からマットに落とす。KAGETORAより伝授。
憤怒の罪（ドラゴン・シン）
左手で相手の両手首を掴み、右手で首の後ろを抱えて投げるダブルリストクラッチ式エクスプロイダー。ネーミングは漫画「七つの大罪」から。
E.X.S.P
変形エクスプロイダー。
BUSHIDO
開脚しないファルコンアロー。
撹乱式低空ドロップキック
相手の体を軸にぐるりと回り、ロープに飛んで放つ膝目掛けた低空ドロップキック。
ショーンキャプチャー
2015年より使用し始めた弾丸ヤンキースのチームメイトである日高郁人の得意技。
ハードコアアイテム
ラダーを持ち込むことが多く、「体の一部」とまで表現している。
ヘビーローテーション・ネックブリーカー＆バカチンガー・エルボー
アブドーラ小林が肝炎で欠場していた時のリスペクトムーブメント。本家よりも俊敏で、ネックブリーカーに入る前にブーメランで繋げたり、スワンダイブ式のエルボーにしたりと、オリジナリティを出している。

### 合体技
勇脚・焔（いさみあし・えん）
宮本との「ヤンキー二丁拳銃」のコンビネーションフィニッシャー。宮本がファイヤーサンダーでマットに突き刺した相手に勇脚・斬を叩き込む。
天覇絶槍（てんはぜっそう）
正宗の雷切で倒れた相手に絶槍を叩き込む連携フィニッシャー。名前は「戦国BASARA」の真田幸村の肩書きより。

## 入場テーマ曲
- 初代:「SLIDER」（SP-MORRY）※「KAIENTAI DOJO vol.4」に収録
- 2代目:「A-gain」（鈴木崇 from オレモリカエル）
- 3代目:「不死身のエレキマン」（THE HIGH-LOWS）
- ヤンキー二丁拳銃:「大人の勲章」（嶋大輔）

## 特記
- 趣味はスロットであり、KAIENTAI DOJOのトミー茨城は木高イサミを勝手にライバル視している。
- 硬派な印象の反面、アニメ・特撮・少年漫画・ゲーム・アイドルなどに精通している。とりわけアイドルへの関心が高く、真摯な姿勢には業界内外かかわらず評価が高い。
- 2012年の3月頃、史上初となる「DDT」・「大日本プロレス」・「KAIENTAI-DOJO」の3団体を跨ぐ三冠王を達成している。2013年11月に再び三冠王を達成。（BJW認定デスマッチヘビー級王座、KO-Dタッグ王座、インディペンデント・ワールド・ジュニアヘビー級王座）

## テレビ出演
- THIS IS KAIENTAI DOJO（GAORA）